# La Era de la Incertidumbre
La Era de la Incertidumbre es un libro, de 1977, y una serie de televisión, coproducida por la BBC, CBC, KCET y OECA, escrita y presentada por el economista de Harvard, John Kenneth Galbraith.

## Trasfondo
Galbraith reconoció plenamente los éxitos del sistema de mercado en la economía, pero asociado con la inestabilidad, la ineficiencia y la inequidad social. Siguiendo las tesis keynesianas, abogó por políticas e intervenciones del Gobierno para remediar esta percepción de fallas. En su libro La Economía y los Objetivos Públicos (1973) propuso la extensión del sistema de planificación utilizado en el sector industrial de la economía para el conjunto de la economía de mercado. Argumentó a favor de un nuevo socialismo, con más acento en los impuestos progresivos, la vivienda pública, la atención médica y transporte público, el apoyo público a las artes y la conversión de algunas empresas y contratistas militares en corporaciones públicas.
Fue el científico más leído en ciencias sociales de su época. Su asociación con el Partido Demócrata y su crítica de sus compañeros economistas, que promovían teorías individualistas de la economía de libre mercado, lo que él percibe como una falsa realidad social, habían provocado fuertes reacciones. Galbraith era de la opinión de que "la Riqueza es el implacable enemigo de la comprensión".
En medio del escándalo de Watergate en el verano de 1973 Galbraith fue llamado por Adrian Malone de la BBC y le preguntó si estaría interesado en hacer una serie de televisión sobre la historia de las ideas económicas o sociales. Galbraith había estado pensando en la jubilación, pero rápidamente aceptó la propuesta. En un principio establecieron el título "La Edad de la Incertidumbre" para reflejar el contraste entre la gran certeza en el siglo XIX y el pensamiento económico mucho menos seguro en sus puntos de vista de los tiempos modernos.
La serie también desarrolló lo que la gente cree sobre el funcionamiento de los mercados y sus relaciones con el estado, las formas de la historia a través de las leyes que son aprobadas o desechadas. Por lo tanto se decidió que el tratamiento de los temas se dividiese en dos partes, las ideas seguidas por sus consecuencias.

## Producción
El contenido de la serie fue determinado por Galbraith con el estilo de presentación dirigido por sus colegas de la BBC. Galbraith comenzó a escribir una serie de ensayos a partir de la cual fueron derivados los guiones y de estos surgió el libro, que en muchos lugares va más allá del material cubierto en el correspondiente episodio de televisión. La serie fue escrita y filmada en tres años.

## Capítulos
1. Los Profetas y la Promesa del Capitalismo Clásico
2. Los Modales y la Moral del Capitalismo
3. La Disidencia de Karl Marx
4. La Idea Colonial
5. Lenin y la Gran Alternativa
6. El Ascenso y la Caída de Dinero
7. La Revolución China
8. La Competición Fatal
9. La Gran Empresa
10. La Tierra y la Gente
11. La Metrópolis
12. La Democracia, El Liderazgo, El Compromiso
13. Fin de semana en Vermont (tres horas de programas en los que Galbraith analiza la economía, la política y las relaciones internacionales en coloquios con invitados como Henry Kissinger, Georgy Arbatov y Edward Heath). Estas discusiones no están incluidas en el libro.

## Recepción
La líder del Partido Conservador, Margaret Thatcher, y Keith Joseph se opusieron a la proyección de la serie de la BBC por percibirla sesgada para una cadena pública. Milton Friedman fue llevado desde Chicago a dar una conferencia en contra de los puntos de vista de Galbraith con Nicholas Kaldor para oponerse a él. El Daily Telegraph y The Spectator, publicaciones asociadas con el Partido Conservador, criticaron la serie, mientras que el Financial Times y el New York Times la han visto de manera positiva. Milton Friedman presentó su propia respuesta a Galbraith en su serie de "Libre para Elegir".
Junto con otras obras de su Economía y las finanzas Públicas, y El Dinero, La Edad de la Incertidumbre reforzó el estatus de Galbraith como un importante economista, que sostuvo y defendió las ideas tradicionales de la economía Keynesiana contra el mercado libre y el liberalismo económico de Milton Friedman.

## Ediciones
- La Edad de la Incertidumbre, de John Kenneth Galbraith, la BBC – Andre Deutsch, 1977, ISBN 0-563-12887-9